# Левкоза при кучетата
Левкозата при кучетата е заразна злокачествена вирусна болест.
Тя се характеризира с туморовидно изменение на кръвоносната тъкан на костния мозък, лимфните възли, далака и други органи, които променени стават причина за увеличаването на количеството бели кръвни клетки в кръвта.
Болестта засяга най-често мъжките кучета след 5-годишна възраст, които боледуват много повече, отколкото женските. Предаването на заразата става при контакт с болно куче чрез слюнката, секретите, урината и млякото.
Кучетата боледуват от двете форми на левкоза – лимфаденоза и миелоза. Първата, наречена още лимфатична левкемия, засяга лимфните възли, далака, стените на стомаха и червата, а при втората, миеловидната левкемия – костния мозък.

## Признаци
Инкубационният период е продължителен и преминава през латентен и клиничен стадий. Първият продължава 2 – 5 години без външни симптоми. Характеризира се с хематологични промени в кръвта – увеличени лимфоцити и левкоцити в периферната кръв.
При втория, туморен стадий, болното куче показва външни клинични признаци. Лимфните подчелюстни, предплещни, надколенните и други възли са двустранно увеличени, имат овална форма с неравна повърхност и при пипане са болезнени. Болните кучета са анемични (порцеланова конюктива), апетитът е променлив, бързо отслабват (измършавяват), загубват еластичността на кожата и лъскавината на козината. По тялото се образуват туморовидни образувания.
Изходът от заболяването е неблагоприятен. Смъртта настъпва вследствие на злокачествена анемия, кахекси, сърдечна и дихателна недостатъчност.

## Лекуване
Липсва ефективна терапия. Подобрява се храненето, като в дневната дажба се включват печен и суров черен дроб. Прилагат се препарати с цел укрепване на общото състояние на организма.

## Профилактика
Изключване за размножаване на левкозни кучета и такива, които в поколението си имат левкимични приплоди. Хематологично изследване на разплодниците преди съешаване.